# الكروم (أعزاز)
الكروم قرية سوريّة تتبع إداريّاً لمحافظة حلب منطقة أعزاز ناحية مركز أعزاز، بلغ تعداد سكانها 252 نسمة حسب التعداد السكاني لعام 2004.